# Будаев, Борис Дугданович
Бори́с Дугда́нович Буда́ев (род. 27 июля 1957, Соёл, Бурят-Монгольская АССР) — советский, российский и узбекистанский борец (вольная борьба), российский общественный деятель. Заслуженный мастер спорта СССР (1989). Заслуженный работник физической культуры Республики Бурятия.

## Биография
Родился в многодетной семье скотовода.
Тренировался у Фёдора Махутова. В 1982 году окончил факультет физического воспитания Бурятского государственного педагогического института.
В 1979 году в Улан-Баторе завоевал титул чемпиона мира по вольной борьбе среди юниоров.
Чемпион Европы 1982 года. Чемпион СССР 1985 года. Чемпион мира 1989 года, победитель многих международных турниров.
Четырёхкратный чемпион России. Обладатель Кубка мира «Гран при». Победитель Международного турнира в Лондоне в 1995 г.
В 1996 г. стал чемпионом Азии, член олимпийской сборной Узбекистана.
Победитель международного турнира ветеранов планеты в Сан-Франциско в 1998 г., где стал обладателем «Кубка золотых ворот» и «Золотого кубка».
В 1994 году избирался депутатом в Народный Хурал Республики Бурятия.
Президент Федерации спортивной борьбы Республики Бурятия. В республике проводится международный турнир на призы Бориса Будаева, имеющий категорию «Гран при» и включенный в календарь международной федерации борьбы ФИЛА.
В ноябре 2018 года Будаеву была вручена одна из высших государственных наград Монголии: Орден «Полярная звезда».